# Peregrine Mission One
Peregrine Mission One (PM1)はアストロボティック・テクノロジーの月着陸ミッション。同社初の月着陸機であり、2019年5月にはNASAの商業月面輸送サービス(CLPS)において初めて月への輸送を請け負う着陸機の一つに選定された。PM1ではNASAの観測機器の他、カーネギーメロン大学が開発した月面ローバーIris、日本のアストロスケールや大塚製薬のLUNAR DREAM CAPSULE PROJECTなど、複数のペイロードを運ぶ。2024年1月8日、打ち上げには成功したが、分離後に推進システムにトラブル（バルブ故障の可能性）が生じ月面軟着陸が困難となり、同年1月18日に地球へ帰還し大気圏突入でペレグリンは燃え尽きた。

## 着陸機
PM1ではアストロボティックが開発中の月着陸機ペレグリンが使用される。ペレグリンは2016年6月に発表され、同社のGoogle Lunar X Prizeへの参加のために開発されてきた。

### 技術的特徴
ペレグリンは月面まで100kgのペイロードを運ぶことができ、着陸後192時間稼働できるよう設計されている。PM-1では月の中緯度領域にある死の湖に着陸するため、ソーラーパネルは着陸機の上側に設置される。機体はアイソグリッド構造のアルミニウムで構成されている。推進系は5つのメインエンジンと12の姿勢制御用スラスタから成り立ち、ハイパーゴリック推進剤を使用する。ダイネティクスが推進系の統括を担当し、これにFrontier Aerospaceが製造したエンジン5基が組み込まれる。燃料はモノメチルヒドラジン、酸化剤は窒素酸化物の混合物(MON-25)を利用する。MON-25には氷点下の温度でも凍結しない特徴がある。燃料、酸化剤はそれぞれ2つのタンクに入れられ、5つ目のタンクに加圧用のヘリウムが入る。姿勢制御システムはスタートラッカー、太陽センサー、慣性計測装置を含む。月面へ着陸する際はNASAジェット推進研究所とジョンソン宇宙センターなどと共同で開発した実験的なセンサー、Optical Precision Autonomous Landing (OPAL)を使用する。OPALセンサーはカメラと高性能コンピュータから構成され、カメラが撮影した画像をメモリ内の地図と即時に比較し、着陸機を誘導する。地球との通信にはXバンドでミディアムゲインアンテナと複数のローゲインアンテナを使用して行う。

## 搭載ペイロード

### NASAのCLPSプログラムからのもの
LETS
NIRVSS
NSS
PITMS
レーザーリトロリフレクターアレイ (LRA)

### その他の宇宙機関・学術機関からの科学観測用ペイロード

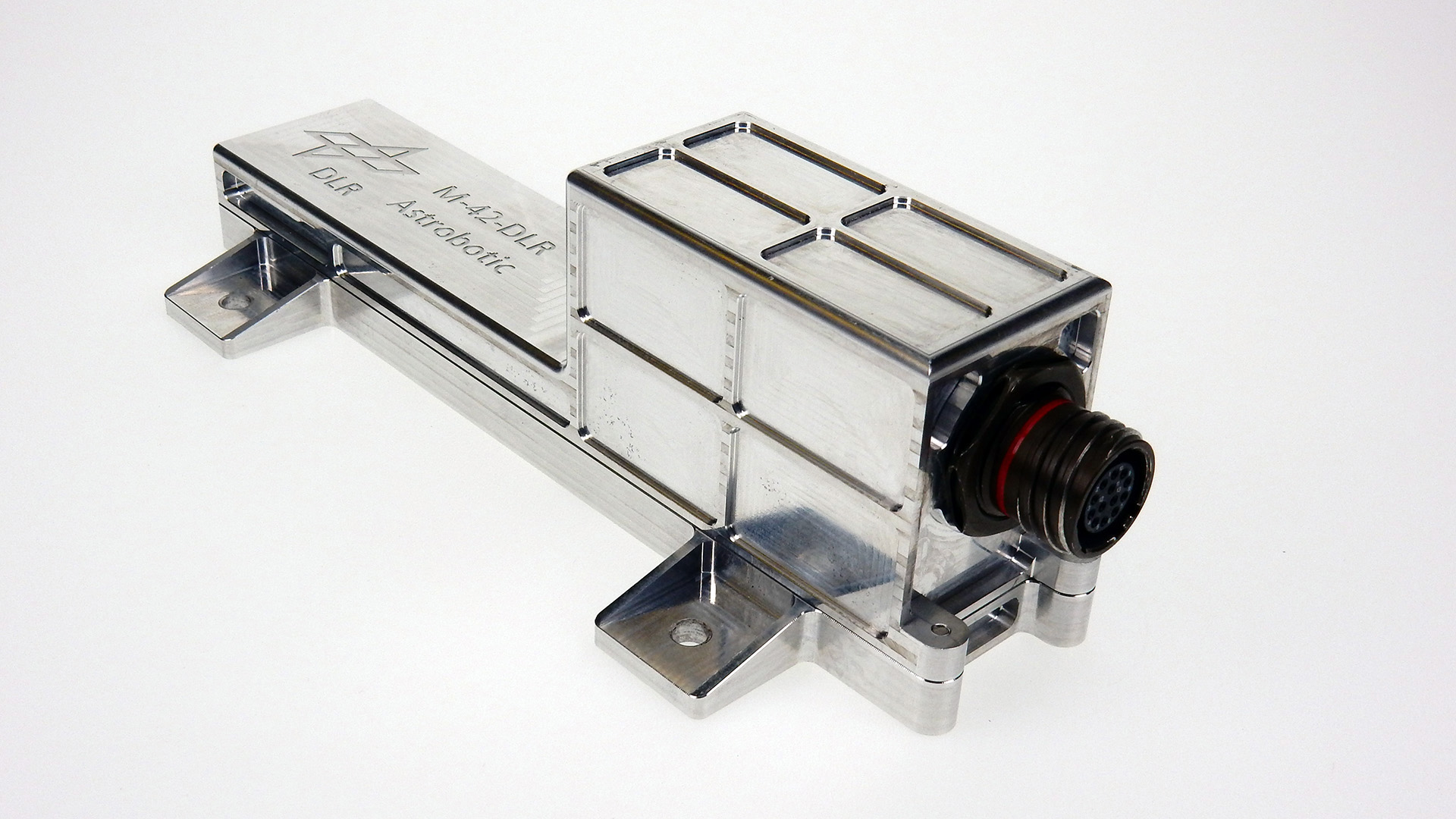
ドイツ航空宇宙センターのM-42

COLMENAメキシコ宇宙機関の5台の超小型ローバー。
Iris月面ローバーカーネギーメロン大学が開発した4輪の月面ローバー。
M-42放射線検出器ドイツ航空宇宙センター (DLR) の観測機器で月への航行中および月面での放射線を測定する。同様の装置はアルテミス1号のオリオン宇宙船内に搭載された。

### その他のペイロード
LUNAR DREAM CAPSULE PROJECT大塚製薬のタイムカプセルで粉末状のポカリスエットや18万通ものメッセージの記録が収められている。2014年に作成された。
Lunar BitcoinセイシェルのBitMEXによるビットコインの物理的な硬貨1枚。
Bitcoin Magazine Genesis PlateアメリカのBTC INC.による最初に鋳造されたビットコインをコピーした金属板。
DHL MoonBox有償で中に物品を入れる権利が販売された28ものカプセル。写真や小説作品、エベレストの一部など多様なものが収納されている。カプセル購入者にはペンシルベニア州立大学、YoutuberのMrBeastが含まれる。
LUNA 02セレスティスの宇宙葬プログラム「トランクイリティ・フライト」の一環として故人の遺骨が搭載されている。